# Christkönig (Löbnitz)

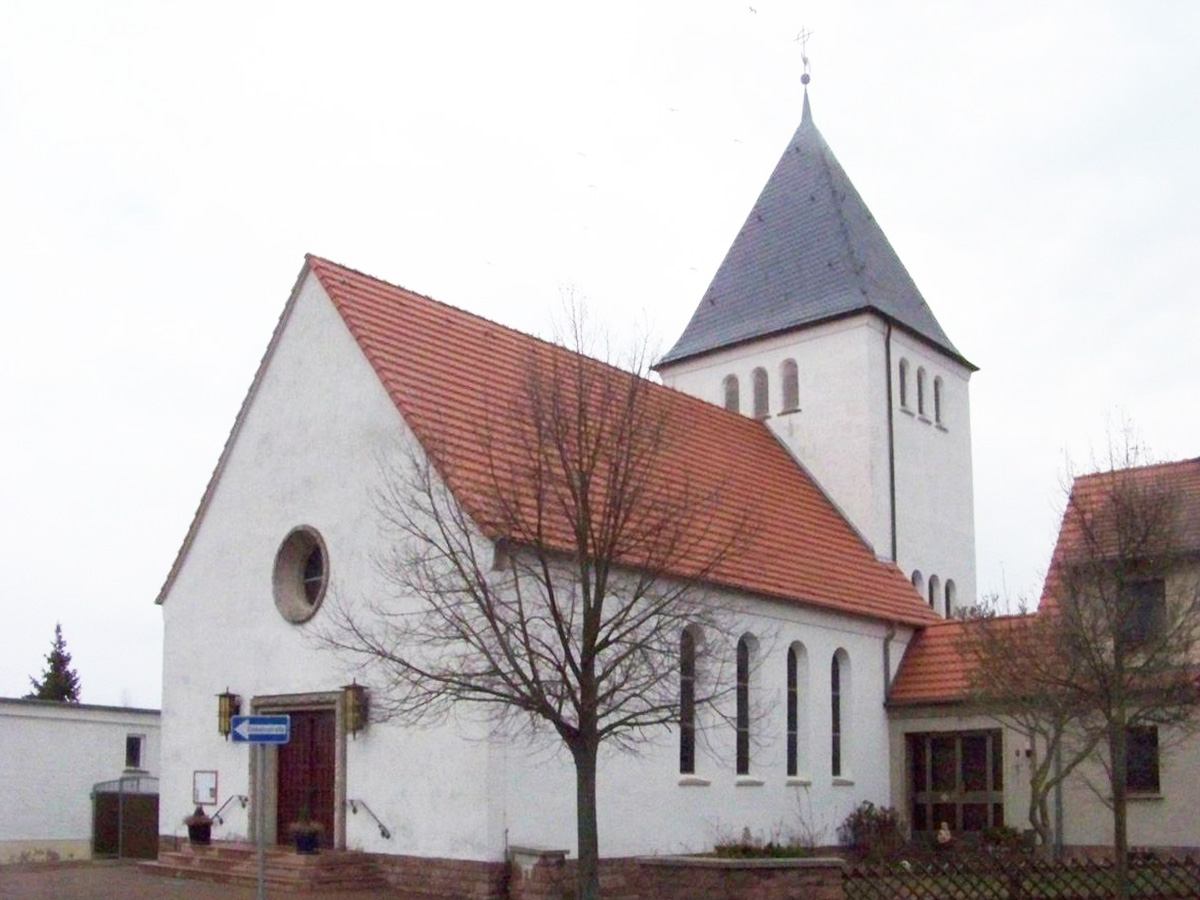
Löbnitz, Christkönigskirche

Christ König ist die römisch-katholische Kirche in Löbnitz, einer Gemeinde im Landkreis Nordsachsen im Norden von Sachsen an der Grenze zu Sachsen-Anhalt. Das Gotteshaus trägt das Patrozinium Jesu Christi, des Königs und gehört zur Pfarrei St. Klara mit Sitz in Delitzsch in der Pastoralregion Dessau des Bistums Magdeburg. Es steht als Kulturdenkmal unter der Erfassungsnummer 08972041 unter Denkmalschutz.

## Geschichte
Nach dem Tod von Georg dem Bärtigen wurden die Bevölkerung und die Kirche von Löbnitz, die damals zum Archidiakonat Halle/S. des Erzbistums Magdeburg gehörten, durch die 1540 von Heinrich dem Frommen durchgeführte Reformation evangelisch-lutherisch.
Erst in der zweiten Hälfte des 19. Jahrhunderts ließen sich wieder einzelne Katholiken in Löbnitz nieder. Sie gehörten zunächst zur 1858 gegründeten Missionspfarrei Delitzsch.
1936 siedelten sich neun Bauernfamilien aus Westfalen in Löbnitz an, von da an bildete sich in Löbnitz eine katholische Gemeinde. In Eigenleistung der Gemeindemitglieder wurde 1937/38 der Heuboden einer Scheune zu einer Notkapelle umgebaut.
Da sich durch die Flucht und Vertreibung Deutscher aus Mittel- und Osteuropa infolge des Zweiten Weltkriegs die Zahl der Katholiken in Löbnitz und den umliegenden Ortschaften stark erhöht hatte, bekam Löbnitz am 1. Oktober 1947 einen eigenen Seelsorger und es wurde die Kuratie Löbnitz gegründet, die später zur Pfarrvikarie erhoben wurde.
1952 übernahm der Neupriester Josef Faulhaber die Kuratie Löbnitz, wo er bis 1967 blieb. Da die Notkapelle für die nun hunderte Katholiken zählende Gemeinde zu klein war, erfolgte nach Überwindung erheblicher behördlicher Schwierigkeiten im September 1955 der erste Spatenstich für den Kirchenbau, dessen Grundsteinlegung am 25. Oktober 1955 folgte. Die Gemeindemitglieder brachten große Opfer und leisteten auf der Baustelle tausende freiwillige Arbeitsstunden. Im August 1956 weihte Dechant Reimetz aus Bitterfeld die drei Kirchenglocken. Am 2. September 1956 nahm Friedrich Maria Rintelen, in Magdeburg ansässiger Weihbischof des Erzbistums Paderborn, zu dem Löbnitz damals gehörte, die Kirchweihe vor.
Am 8. Juli 1994 wurde das Bistum Magdeburg gegründet, und die Zugehörigkeit von Löbnitz wechselte vom Erzbistum Paderborn zum Bistum Magdeburg.
Am 1. November 2007 wurde der Gemeindeverbund Bad Düben – Delitzsch – Eilenburg – Löbnitz – Lehelitz errichtet. Am 2. Mai 2010 wurde aus dem Gemeindeverbund die heutige Pfarrei St. Klara Delitzsch gebildet. Die Pfarreien Bad Düben, Delitzsch und Eilenburg, die Pfarrvikarie Löbnitz und die Kuratie Lehelitz wurden in diesem Zusammenhang aufgelöst.
Eine Neugliederung der Dekanate fand im Bistum Magdeburg am 1. Januar 2009 statt. Löbnitz wechselte vom Dekanat Wittenberg, das damals aufgelöst worden war, zum Dekanat Torgau, wo Löbnitz bis zur Auflösung der Dekanatsstrukturen am 31. August 2023 blieb. Seitdem gehört die Kirche zur Pastoralregion Dessau.

## Lage, Architektur und Ausstattung
Die Kirche steht im Süden von Löbnitz auf dem Grundstück Scholitzer Weg 3, an der Ecke zur Lindenstraße.
Die geostete Kirche entstand nach Entwürfen des Architekten Johannes Reuter aus Bitterfeld im traditionalistischen Stil der 1950er Jahre mit Anklängen an die Neuromanik. Sie ist ein Putzbau auf Bruchsteinsockel, ausgeführt als Saalkirche mit Chorturm und angebauter Sakristei.
Der Innenraum wird durch ein Portal an der Westseite erschlossen, der Nebeneingang an der Nordseite ist durch eine Rampe barrierefrei. Ein Mosaik stellt Christus als Weltenherrscher dar.